# Th. Blume
Th. Blume ist ein Juweliergeschäft in Hildesheim mit eigener Werkstatt in Listringen und ein in fünfter Generation geführtes Familienunternehmen. Entstehung und Geschichte des Traditionshauses sind eng mit der Kultur- und Stadtgeschichte Hildesheims verknüpft.

## Geschichte

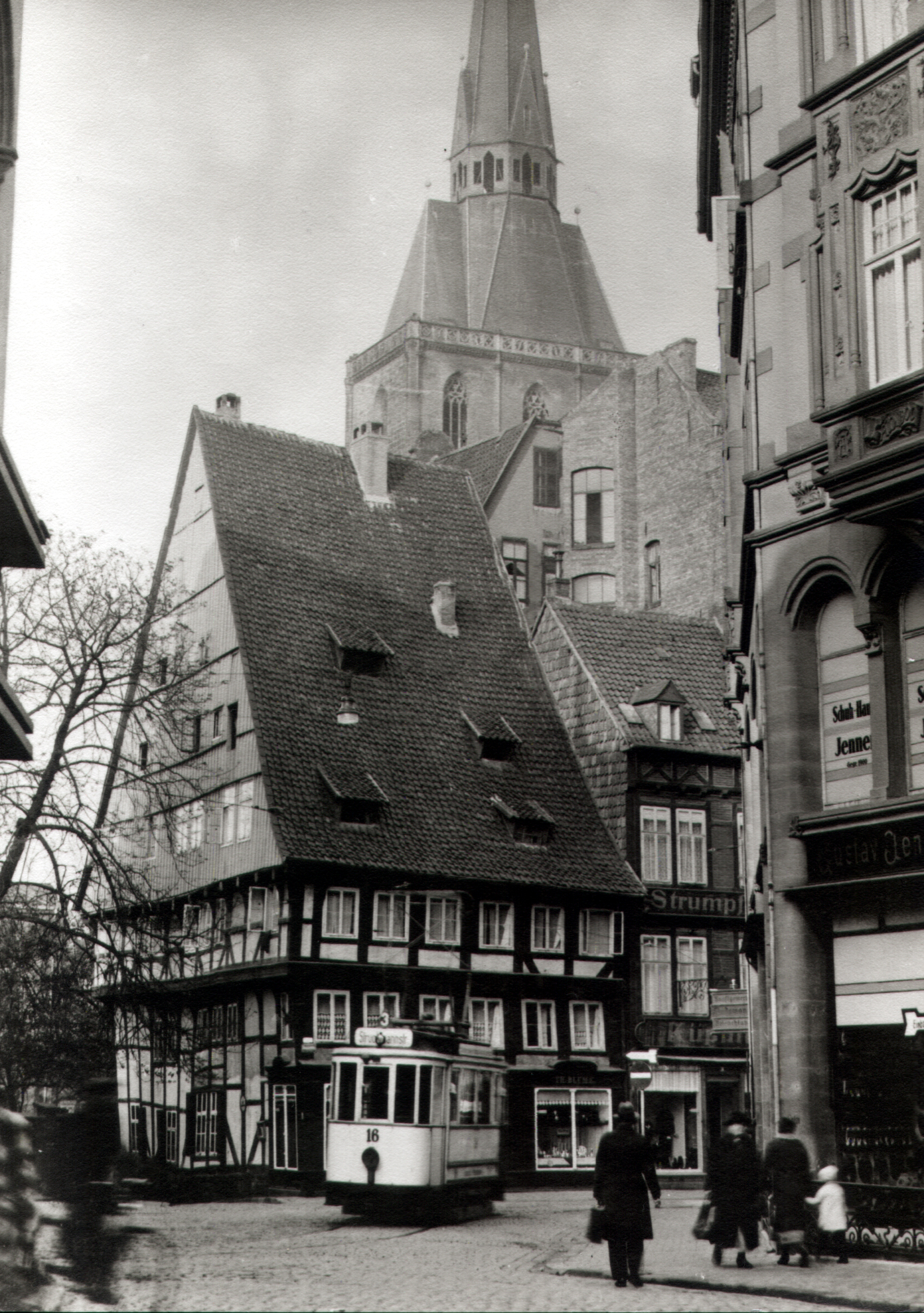
Das historische Geschäftshaus der Gold- und Silberschmiede Th. Blume am „Krumme Rotwurst“ genannten Gang zum Platz vor der St. Andreaskirche zu Hildesheim.

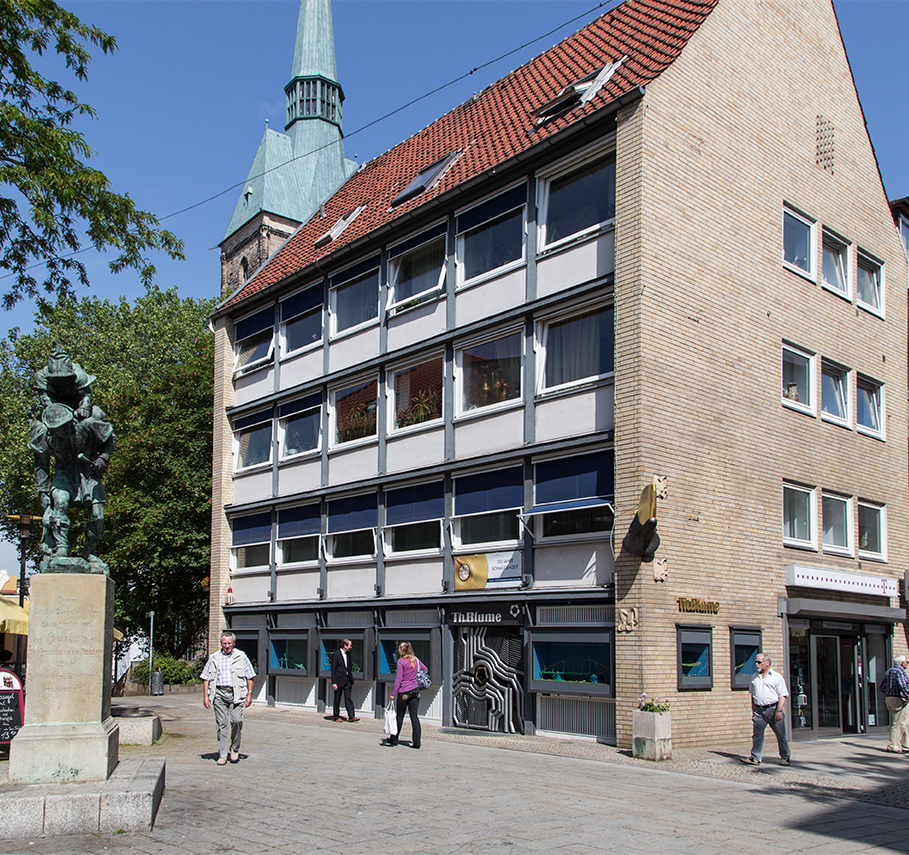
Modernes Geschäftshaus am Hohen Weg (links im Bild der Huckup)

Am 31. August 1858 gründete Theodor Blume (1826–1905) sein Geschäft in der Schuhstraße in Hildesheim als Juwelier für Gold- und Silberarbeiten. 1868 erwarb er das im 16. Jahrhundert errichtete Fachwerkhaus am Hohen Weg neben der Andreaskirche. Der heilige Andreas zierte seither sein Geschäftssiegel. Als Handwerksbetrieb wurden hier unter anderem Gebrauchsgeräte aus Silber angefertigt.

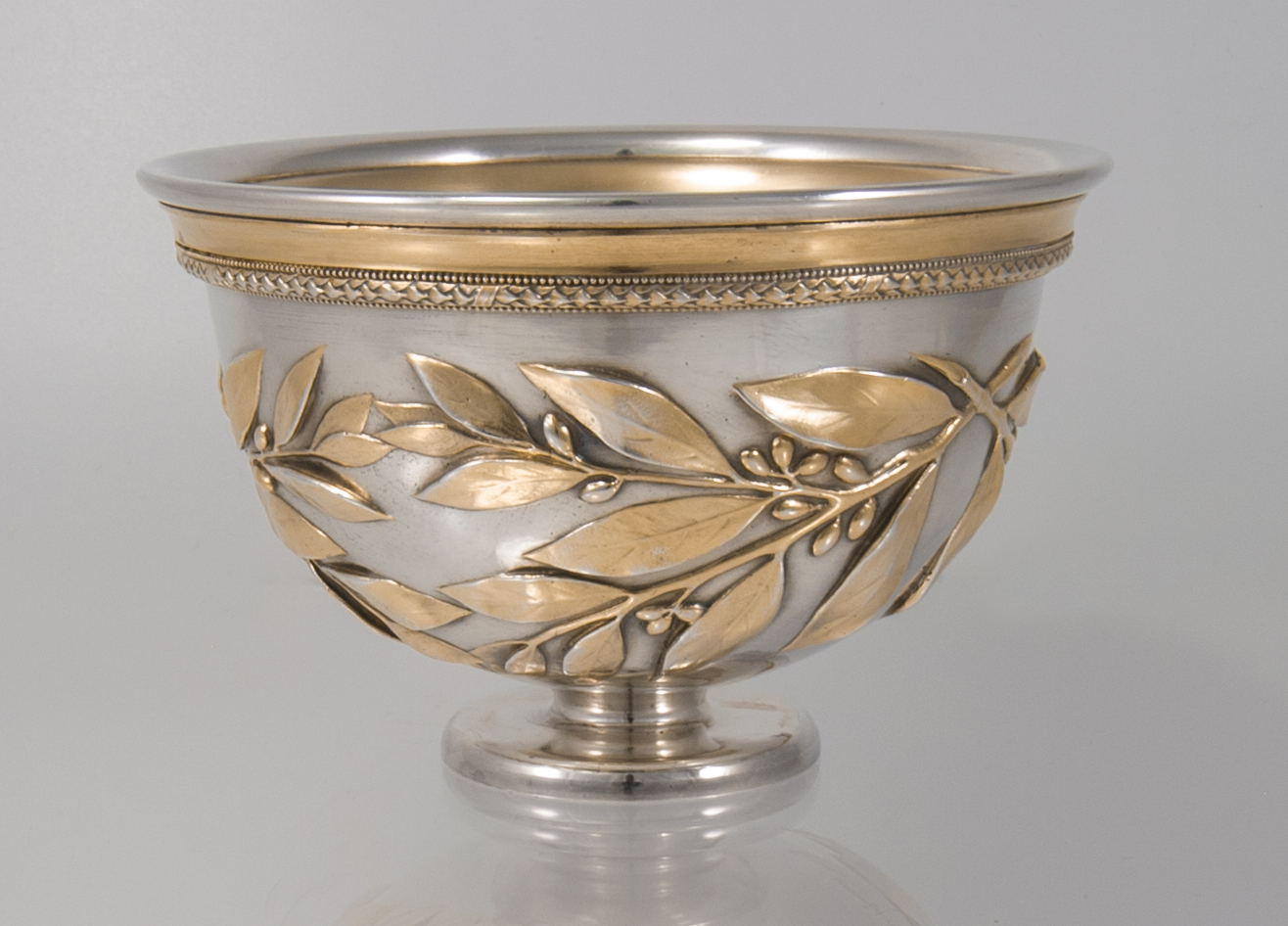
Lorbeerschale aus dem Hildesheimer Silberfund. Originalgetreue Nachbildung.

Ab 1906 übernahm Blumes zweiter Sohn Hermann die Werkstatt. Er setzte Prioritäten in der Herstellung von Schmuckstücken und spezialisierte sich außerdem auf die Nachbildung historischer Metallarbeiten. Eine wichtige Rolle spielte dabei der so genannte Hildesheimer Silberfund, ein Depotfund römischen Tafelsilbers aus dem 1. Jh. n. Chr., die 1868 bei Erdarbeiten gefunden wurde. Er fertigte hiervon Nachbildungen und lieferte komplette Sätze davon an verschiedene Museen sowie an den Preußischen Kronprinzen. Weitere von Blume gefertigte Nachbildungen waren zum Beispiel die ägyptische Katzenstatue aus dem Pelizaeus-Museum, die Clausthaler Bergkanne aus dem Jahr 1710 und vor allem die Bernwardleuchter aus dem Domschatz. Einige dieser Stücke werden bis heute nachgefragt.
1931 wurde der Betrieb in der dritten Generation von Theo Blume, dem Enkel des Firmengründers, übernommen. Er hatte ein Studium als freier Bildhauer absolviert, intensivierte den Werkstattbetrieb und entwickelte neue Formen.  Aus dieser Zeit sind einzelne Stücke sowie Entwurfszeichnungen und Fotografien erhalten.

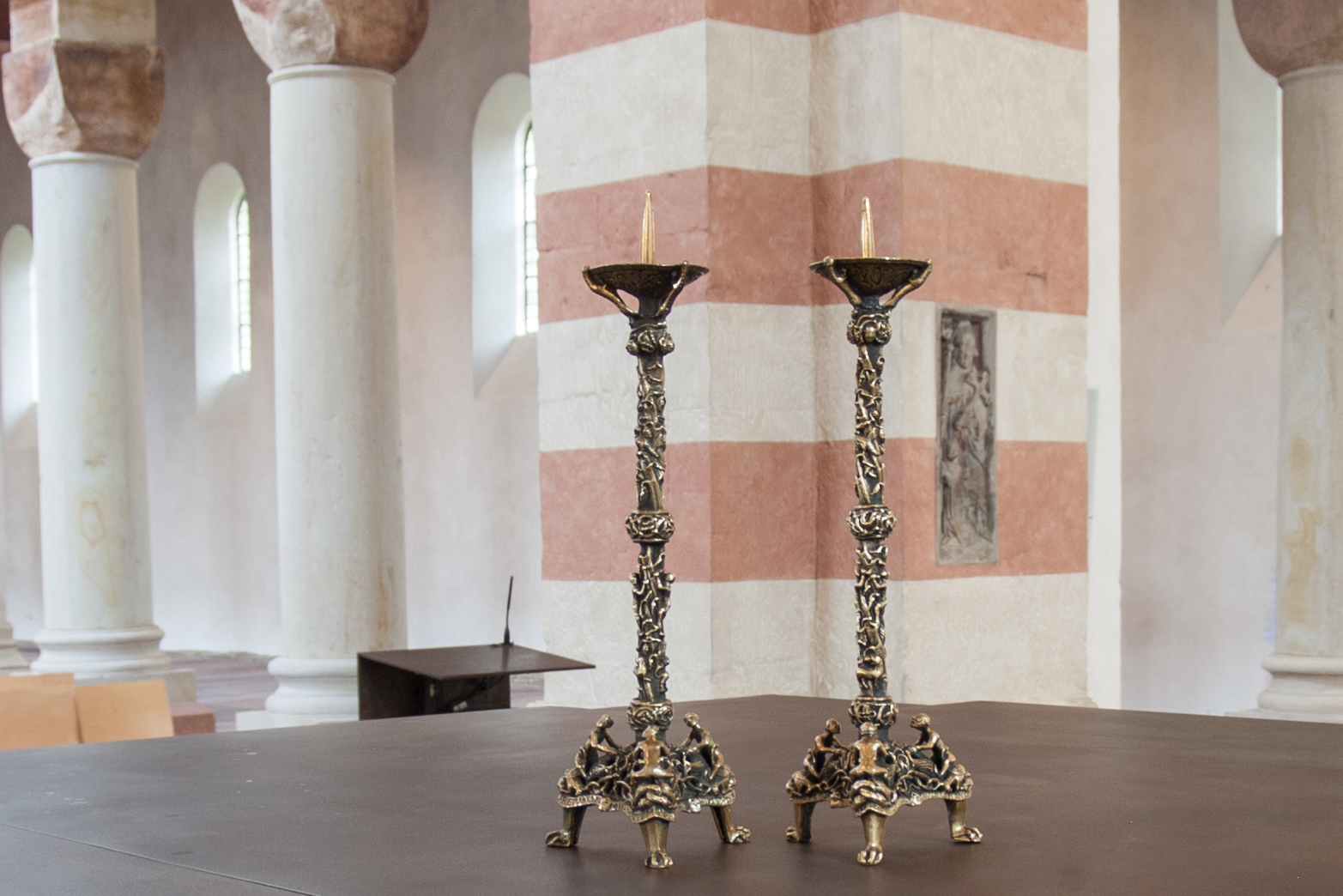
Leuchterpaar St. Bernwards, Bischof zu Hildesheim (993–1022 n. Chr.). Originalgetreue Nachbildung

Infolge des Zweiten Weltkriegs reduzierte das Unternehmen seine Tätigkeit, bis die Werkstatt 1944 geschlossen wurde. Das Fachwerkhaus brannte nach einem Bombenangriff im Jahr 1945 ab. Die Brüder Theo und Heinrich Blume errichteten ein derselben Stelle ein neues Geschäftshaus, das 1954 fertiggestellt wurde.
In der Werkstatt stand seitdem fortan die Anfertigung individueller Einzelstücke im Vordergrund unter stilistischer Orientierung an den aktuellen Kunstentwicklungen. Ein weiterer Schwerpunkt wurde die Herstellung von besonderem Tafelsilber wie zum Beispiel  handgetriebenen Trinkbechern, die über Hildesheim hinaus bekannt wurden.
Im Jahr 1975 übernahm Thore Blume (1941–2017) von seinem Vater die Leitung der Werkstatt und die künstlerische Gestaltung. Er entwickelte als  Silberschmied eine klare und plastische, aus der Natur abgeleitete Formensprache, wobei auch Edelsteine in die Gestaltung des Schmucks eingebunden wurden.
Nach dem Tod von Heinrich Blume 1983 stieg Jochen Blume in die Geschäftsführung ein. Nach dem Tod von Theo Blume 1986 führte er es zusammen mit Thore Blume.
Seit 2007 arbeitet Beryl Blume in der fünften Generation in dem Familienunternehmen und ist seit dem Tod von Thore Blume 2017 als Geschäftsführerin tätig, unterstützt von Jochen Blume. Sie führt die handwerkliche und gestalterische Tradition im Stil ihres Vaters gemeinsam mit dem Meister Christopher Decker fort. Das Unternehmen ist ein Ausbildungsbetrieb.